# Seekrieg

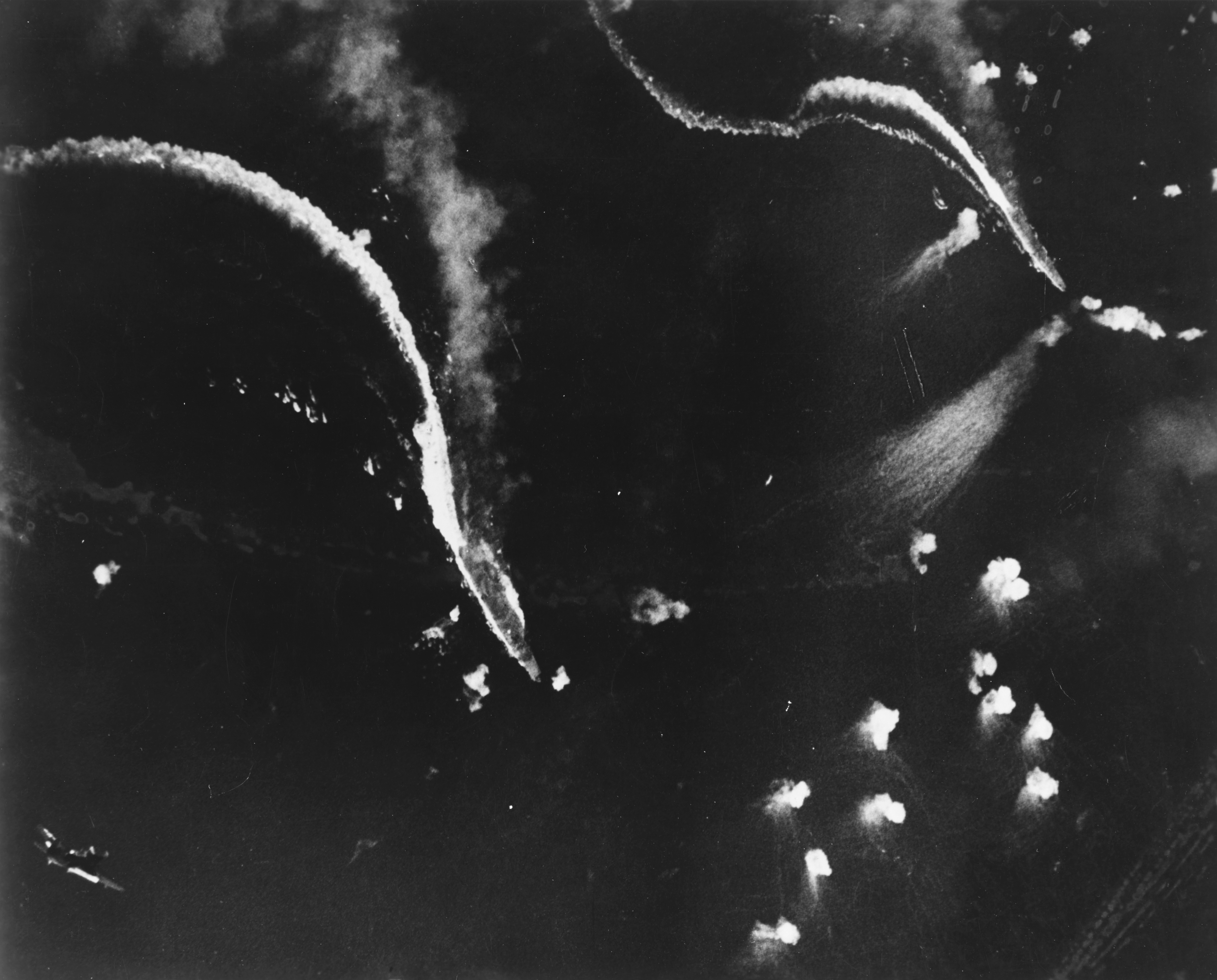
Luftaufnahme manövrierender Schiffe in der Seeschlacht im Golf von Leyte, 1944

Seekrieg bezeichnet die bewaffnete Auseinandersetzung zwischen politischen Akteuren zur See, die überwiegend zwischen staatlichen Seestreitkräften unter Einsatz von Seekriegsmitteln stattfindet.

## Seekriegsmittel
Als Seekriegsmittel bezeichnet man alle vorrangig zur Führung des Seekriegs eingesetzten Waffen und Waffensysteme. Dazu gehören Kriegsschiffe, U-Boote, Marineflugzeuge und Marineinfanterie. Ein Ziel des Seekriegs ist es die Herrschaft über Seegebiete auszuüben, um diese Gebiete für den eigenen Nachschub oder für Angriffe über See zu nutzen. Ein anderes Ziel kann es sein, dem Gegner eine solche Nutzung zu verwehren, wodurch er zum Beispiel vom Nachschub abgeschnitten werden kann.
Diese Ziele können durch einzelne Seegefechte und Feindfahrten oder durch Zusammentreffen größerer Flotten in Seeschlachten erreicht werden. Kennzeichnend für den Seekrieg sind lange Abnutzungsphasen, in denen der Gegner durch Blockaden geschädigt werden soll.
Die Aufgabe eines Kriegsschiffs im Gefecht ist es gegnerische Schiffe durch Versenken unbrauchbar zu machen, die weitere Verwendung zu verhindern oder durch Entern zu erobern. Seit der Erfindung weitreichender Waffen wie Kanonen ist es auch möglich, etwa durch Beschuss gegnerischer Hafenstädte oder Festungen, seegestützte Waffen im Landkrieg einzusetzen. Eine andere Art der Verbindung von Land- und Seekrieg ist die Seelandung.

## Geschichte

### Antike und Mittelalter: Zeitalter der Riemenschiffe
Seekrieg konnte entweder durch Rammen und/oder Entern Mann gegen Mann geführt werden. Die Kriegsschiffe des alten Ägypten waren in der Regel nicht hochseetauglich. Die ersten organisierten Marinen mit seetüchtigen Schiffen, die meist von Sklaven gerudert wurden, gab es bei den Karthagern, Griechen und Römern. Das Rammen gegnerischer Schiffe ist eine seit der Abwehr der Seevölker durch den ägyptischen Pharao Ramses III. belegte Technik. Sie erforderte ein sehr gezieltes Manövrieren des Schiffes, was nur mittels Rudern möglich war (Galeeren). In Griechenland war die Rammtechnik mit Ruderschiffen (Pentekonteren) mindestens seit etwa 650 v. Chr. bekannt. Die Römer verwendeten bereits in den Punischen Kriegen reguläre Infanterie auf Schiffen, die in der Seeschlacht von Mylae (260 v. Chr.) mittels Enterbrücken (corvus) die Besatzungen der feindlichen Schiffe angriffen. Eine Beschreibung gibt Polybios in seinem Geschichtswerk. In Ostasien hatte bereits etwa seit dem 7. Jahrhundert der Aufbau organisierter Marinen begonnen.

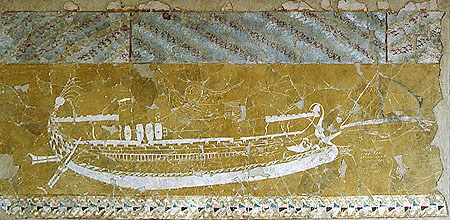
Wandbild einer Pentekontere aus einem Tempel in Nymphaion (Krim), heute in der Eremitage (Sankt Petersburg)

Nach dem Zerfall des römischen Reichs standen die Küsten Europas für die Raubzüge der Araber und Wikinger offen. Im östlichen Mittelmeer setzte allerdings die Byzantinische Marine die römische Tradition nahtlos fort. Häufig wurde in dieser Zeit das Versenken gegnerischer Schiffe mit Brandsätzen (Griechisches Feuer). Kaiser Friedrich II. baute im 13. Jahrhundert eine schlagkräftige Mittelmeerflotte auf, mit der er gegen die Republik Genua Krieg führte (siehe Seeschlacht von Giglio). Genua wiederum führte erfolgreiche Seekriege gegen Pisa, wurde aber als führende Seemacht Anfang des 15. Jahrhunderts durch die Republik Venedig abgelöst (siehe Chioggia-Krieg).
Die letzte Seeschlacht vor der großen Zeit der Segelschiffe war die Schlacht von Lepanto am 7. Oktober 1571. 300 Schiffen der Heiligen Liga, einem Bündnis der christlichen Mittelmeerstaaten, standen 270 Galeeren des Osmanischen Reiches gegenüber. Die osmanische Flotte wurde besiegt und mehr als 30.000 Mann verloren ihr Leben. Entscheidend für den Sieg war dabei der Einsatz von venezianischen Galeassen, übergroßen Galeeren mit Hilfsbesegelung, die in ihren Vorder- und Achterkastellen sowie breitseits etwa 30 Kanonen aufstellen und bis zu 1000 Mann Besatzung mit sich führen konnten.
Ebenfalls gegen Ende des 16. Jahrhunderts wurde im Verteidigungskrieg Koreas gegen Japan von den Koreanern ein anderer Mischtyp von Riemen- und Segelschiff eingesetzt: das mit Holz gepanzerte und mit Kanonen ausgerüstete Schildkrötenschiff, das ihnen entscheidende Vorteile brachte.

### Zeitalter der Segelschiffe
Dominierte im Mittelmeer noch lange der Galeerenkrieg, kam es in Nordeuropa und im Nordatlantik im späten Mittelalter und in der Renaissance bei weitgehend unreguliertem Seeverkehr zu neuen Formen des Seekriegs mit Segelschiffen. Seit der militärischen Nutzung von Schwarzpulver und dem damit verbundenen Bau von Feuerwaffen gegen Ende des 14. Jahrhunderts wurden Seekriege auch aus zunehmender Distanz (d. h. wohl meist 500 bis 1000 Meter) geführt; man beschränkte sich nicht mehr nur auf das Entern feindlicher Schiffe.
In Nordeuropa waren bis zum 15. Jahrhundert Schiffe im Kriegseinsatz vor allem zum Transport von Söldnern an gegnerische Küsten bestimmt. Die entscheidenden Schlachten wurden an Land geschlagen. Die Besatzungen bestanden bis zum 15. Jahrhundert aus eingeschifften Bürgern. Erstmals wird der Begriff „Kriegsschiff“ erst 1526 in einer hansischen Quelle genannt;Doch schon früher bewaffnete die Hanse ihre Handelsschiffe und setzte später auch mit angeheuerten Kriegsknechten besetzte sog. Friedeschiffe ein, um ihre Handelsrouten zu sichern. Ein Beleg aus Lübeck liegt aus dem Jahr 1421 vor.
Durch erhöhte Vorder- und Achterkastelle und die mitgeführten Geschütze von mindestens 150 Kilogramm bis zu drei Tonnen erhöhte sich das Gewicht der Schiffe und der Schwerpunkt verlagerte sich deutlich nach oben, was Konstruktionsänderungen nach sich zog: Durch den Einbau von Rahmen- und Richtspanten konnten auch schwere Punktlasten in Stellung gebracht werden. Später wurden statt Koggen Holke eingesetzt. Die Taktik änderte sich mit der Einführung der Feuerwaffen: Die Schiffe mussten nunmehr taktisch im Geschwader gesteuert werden, um sich dem Gegner keilförmig oder in Dwarslinie von Luv zu nähern, so die Distanz des Kampfes zu bestimmen und ihm beim Entern den Wind aus den Segeln zu nehmen. Das setzte die Funktion eines Admirals als Geschwaderführer voraus, dessen Schiff wiederum die Angriffe des Gegners auf sich zog. Außerdem mussten verstärkt Söldner als Besatzung angeworben werden: Auf den Admiralsschiffen Lübecks waren allein etwa 150 bis 160 Mann für die Geschützbedienung erforderlich, auf kleineren Kriegsseglern ist von über 100 Mann auszugehen.
In den sich konsolidierenden Nationalstaaten Westeuropas entwickelte sich der spezialisierte Kriegsschiffbau seit dem 15. Jahrhundert wesentlich schneller als in Deutschland und im gesamten Ostseeraum. Hier wurden zunächst private Schiffseigner und Piratenmilizen wie die Vitalienbrüder, die Wassergeusen oder (in England) Francis Drake von Regenten oder Städten ausgestattet, um feindliche Schiffe zu kapern, zu plündern oder zu versenken oder die Durchsetzung (handels-)politischer Ziele zu erpressen. Die französischen Korsaren, Flibustier und Bukanier des 17. und frühen 18. Jahrhunderts hatten es besonders auf die spanischen Silberflotten abgesehen. Die nordafrikanischen Barbaresken-Korsaren genossen den Schutz des osmanischen Sultans, betrieben Sklavenhandel und behinderten die Schifffahrt im Mittelmeer und östlichen Atlantik vom 16. bis zum Beginn des 18. Jahrhunderts.
Der Nordische Siebenjährige Krieg 1563–1570 bewirkte Verbesserungen der Geschütz- und Schiffbautechnik sowie in der Organisation und Ausrüstung der Flotten und in der Taktik des Einsatzes auch im Ostseeraum, wobei der Vorsprung Westeuropas nicht ganz eingeholt wurde. Kriegsschiffe deutscher Landesfürsten sind etwa seit 1570 belegt.

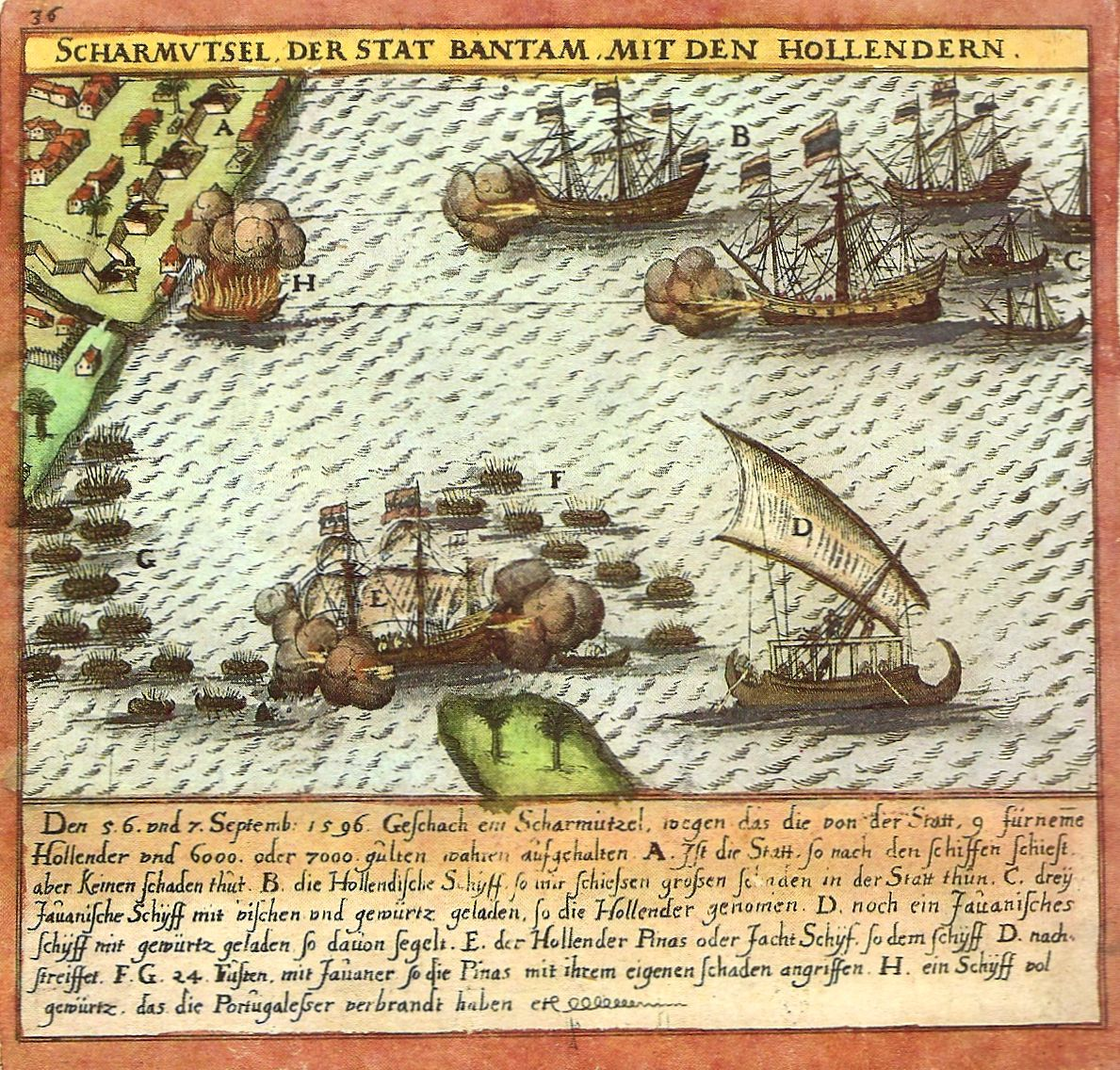
Mit der Ankunft in Bantam auf Java brechen die Niederländer 1596 das portugiesische Gewürzmonopol in Ostindien

### Aufbau von organisierten Kriegsflotten

Seeschlacht bei Abukir 1798: Aufstellung der französischen Flotte (blau) in Linie als schwimmende Küstenbatterie vor Anker und Zangenangriff/Durchbruch der englischen Flotte (rot)

Eine der größten Kriegsflotten der frühen Neuzeit mit angeblich 300 Schiffen wurde zur Zeit der chinesischen Ming-Dynastie um 1400 aufgebaut. Darunter sollen sich die größten Holzschiffe befunden haben, die je gebaut wurden.
Seit dem späten 16. Jahrhundert entstanden besonders für den Kriegseinsatz entwickelte Segelschiffe der europäischen Großmächte England, Frankreich, Spanien, Holland und Schweden, die die Schiffe der im Staatsauftrag segelnden Freibeuter allmählich ablösten. Trugen sie die Geschütze zunächst auf einem durchlaufenden Deck, wurden diese später in großer Zahl unter Deck bzw. auf mehreren Decks übereinander angebracht (Ein-, Zwei- oder Dreidecker). Um 1650 verfügte die Republik der vereinigten Niederlande über die stärkste Kriegsflotte der Welt und schützte damit ihre Handelsrouten.
Seit der zweiten Hälfte des 17. Jahrhunderts wurden Marineoffiziere – zuerst in England – professionell ausgebildet; es wurde eine strikte Disziplin durchgesetzt. Die unter Oliver Cromwell 1651 beschlossene Navigation Acts drückten das Streben nach Dominanz über die weltweiten Seehandelsrouten aus; sie standardisierten auch den Bau von Kriegsschiffen. Linienschiffe der 1. Klasse trugen bis zu 100 Kanonen. Langfristig errang damit die Royal Navy in der Seekriegsführung ein strategisches Übergewicht gegenüber anderen europäischen Nationen. Im 17. und 18. Jahrhundert fanden allein vier Seekriege zwischen England und den Niederlanden um die Vorherrschaft auf den Weltmeeren statt, die hauptsächlich auf der Nordsee, aber auch in der Karibik, vor Westafrika und in Südostasien ausgetragen wurden. Nachdem die vom wirtschaftlichen Abstieg bedrohten Niederlande kein ernsthafter Gegner für die Royal Navy mehr waren, gipfelte deren Vorherrschaft im Zeitalter der Segelschiffe in den Siegen Horatio Nelsons auch über die französische Flotte.

### Wettrüsten zur See
In den 1860er Jahren wurden Kanonen mit gezogenem Rohr eingesetzt, gegen die die bisher mit Kupfer- oder Stahlplatten beschlagenen Schiffe schutzlos waren. 1859 entstand das erste hochseetaugliche dampfgetriebene Panzerschiff, die französischen La Gloire. Seit ca. 1860/70 wurden Kriegsschiffe immer häufiger mit Wärmekraftmaschinen angetrieben und gepanzert, seit 1880 waren auch Torpedos anwendungsreif, gegen die auch die Unterwasserpanzerung verstärkt werden musste. Ihre Entwicklung wurde besonders in Deutschland von Alfred von Tirpitz gefördert und führte zur Entwicklung neuer Schiffstypen. Um 1900 waren die ersten U-Boote einsatzbereit.

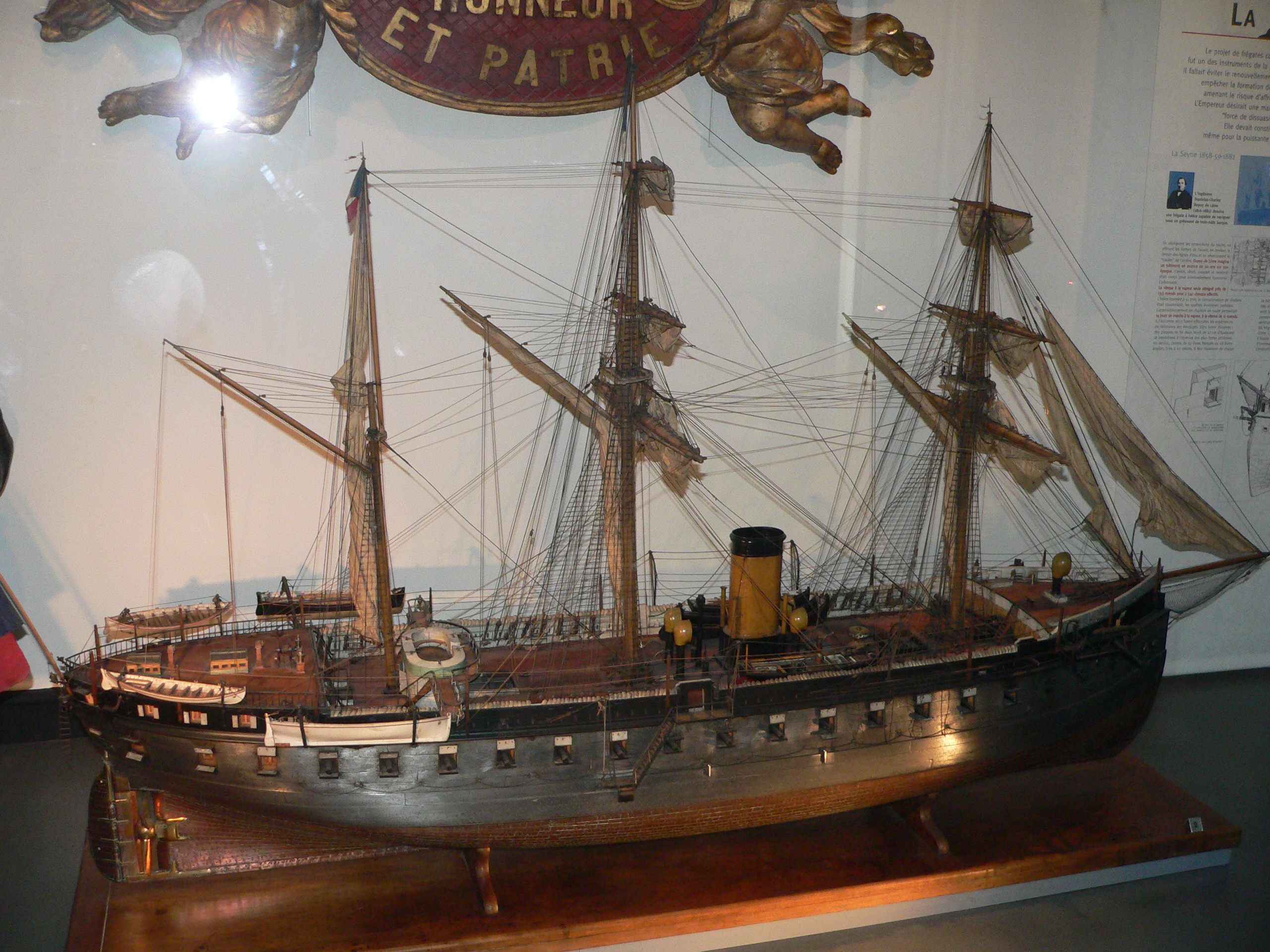
Modell der La Gloire (1859)

Strategisch entscheidend blieben jedoch zunächst die Großkampfschiffe. Die USA und das Deutsche Kaiserreich traten Ende des 19. Jahrhunderts zur Durchsetzung ihrer Kolonialpolitik als Seemächte zu England und Frankreich in Konkurrenz. Das drückte sich auch in der wechselseitigen Überbietung von Schiffsgrößen, Geschützkaliber und Panzerung während der nächsten Jahrzehnte aus, so v. a. im deutsch-britischen Flottenwettrüsten.
Charakteristisch für diese Epoche, als deren Höhepunkt die Skagerrakschlacht 1916 angesehen werden kann, war die Entwicklung des Linienschiffes, das (wie der Name sagt) in Kiellinie eingesetzt wurde und mit zahlreichen Kanonen Explosivgeschosse auf gegnerische Schiffe feuerte. Seine Weiterentwicklungen zum Dreadnought bzw. Schlachtschiff bestimmten bis etwa 1941 (Angriff auf Pearl Harbor, Versenkung der Bismarck und anderer großer Schlachtschiffe vor allem mit Hilfe von Torpedofliegern) das Seekriegsgeschehen.

### Nach Einführung gelenkter Distanzwaffen
Im Zweiten Weltkrieg zeigte sich die Verwundbarkeit großer Kriegsschiffe durch Luftangriffe. Die Überlegenheit in der Luft wurde auch für das Kriegsgeschehen auf See entscheidend, was zur Entwicklung großer Flugzeugträger als Hauptwaffe führte. Daher fanden kombinierte See-/Luftschlachten nur noch außer Sichtweite der gegnerischen Schiffe oder bei Nacht statt, was durch die Erfindung des Radars unterstützt wurde. Seit der Schlacht in der Surigao-Straße sind große Schiffseinheiten nie wieder in direkte Kampfhandlungen untereinander verwickelt worden.
Der Krieg zu See wurde durch den kombinierten See-/Luftkrieg und/oder den See-/Landkrieg abgelöst. Mitte der 1950er Jahre wurden die ersten seegestützten Luftabwehrraketen wie die RIM-2 Terrier und Marschflugkörper wie die SSM-N-8A Regulus entwickelt. So entstanden der Typ des Lenkwaffenkreuzers – als erstes Schiff wurde die Boston damit nachgerüstet. Es folgten zahlreiche andere Schiffstypen mit radar- oder lasergesteuerten Lenkwaffen. Heute werden Raketen und präzisionsgesteuerte Waffen zur See, unter Wasser und in der Luft für die Bekämpfung von Land- und Seezielen bzw. für die Abwehr von Flugzeugen eingesetzt (Beispiel: Falklandkrieg). Nuklearantriebe ermöglichen es vielen Schiffstypen, über bzw. unter Wasser längere Zeit ohne Anlaufen von Landstützpunkten zu operieren.
Als Konsequenz der Entwicklung multimodaler Kriegsszenarien werden seit dem Koreakrieg größere militärische Einsätze mit maritimer Komponente in der Regel von integrierten (teilstreitkräfteübergreifenden) Stäben geleitet. In diesem Zusammenhang spielt die globale Infrastruktur der Marinekommunikation der Großmächte eine wachsende Rolle.

## Formen des Seekrieges

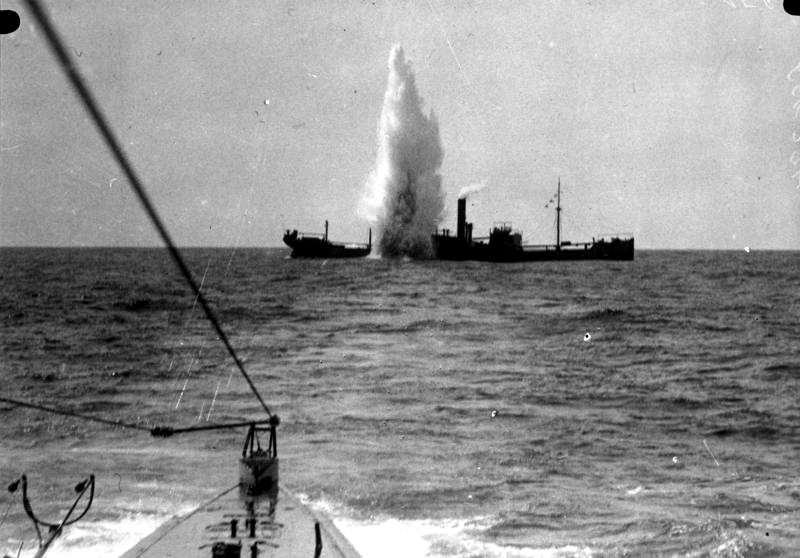
Versenkung des englischen Dampfers Maplewood durch das deutsche U-Boot U 35, 7. April 1917.

Neben der direkten Auseinandersetzung der kriegführenden Seemächte, die sich gelegentlich in großen Seeschlachten zuspitzt, gibt es verschiedene weitere Formen des Seekrieges, die entweder neben den direkten Auseinandersetzung geführt werden oder bei einem starken Ungleichgewicht der Marinestreitkräfte dominieren. In diesem Fall vermeidet der kräftemäßig Unterlegene die direkte Konfrontation, da sie mehr Nachteile als Vorteile hätte.

### Handelskrieg
Als spezielle Form des Seekrieges kann der Handelskrieg die Störung des Seehandels des Gegners mit verschiedenen maritimen Mitteln verfolgen. Sie dienen alle dazu dessen Wirtschaft und die Versorgung mit Gütern zu unterbinden oder zumindest zu stören, um seine Fähigkeit zur weiteren Kriegführung zu schwächen. Der Kaperkrieg und der Kreuzerkrieg (siehe unten) sowie die Seeblockade sind solche Mittel. Der Handelskrieg ist durch den Prisenrecht genannten Teil des Seekriegsrechts geregelt. Blockade und Kaperei wurden auch als handelspolitische Zwangsmaßnahmen oder zur Erzwingung politischer Zugeständnisse durchgeführt, ohne dass ein formeller Kriegszustand bestand, so z. B.die Flandernblockade 1358–1360 durch die Hanse mit dem Ziel, die Rechte der deutschen Kaufleute in Brügge zu sichern.

#### Seeblockade
Seeblockaden gab es beispielsweise im Britisch-Amerikanischen Krieg und in den Koalitionskriegen.
Im und nach dem Ersten Weltkrieg (beziehungsweise bis zur Unterzeichnung des Vertrages von Versailles im Juni 1919) blockierte Großbritannien die Versorgung Deutschlands über die Nordsee. Auch im Zweiten Weltkrieg verhängte Großbritannien 1939 zunächst eine Blockade über das Deutsche Reich, die aber wegen sowjetischer Rohstofflieferungen im Kontext des Hitler-Stalin-Paktes in den ersten Kriegsjahren beziehungsweise bis zum deutschen Angriff auf die Sowjetunion im Sommer 1941 weitgehend ineffektiv blieb; im Gegenzug versuchte Deutschland Großbritanniens Nachschub aus Nordamerika im Nordatlantik zu unterbinden (siehe Atlantikschlacht). Die bekannteste Seeblockade gelang der United States Navy 1962 in der Kubakrise.
Seit 2007 besteht Israels Blockade des Gazastreifens, die vor allem die Versorgung des Gazastreifens über das Mittelmeer betrifft.

#### Kreuzerkrieg
Der Kreuzerkrieg war eine Strategie unterlegener Mächte und verfolgte eine Strategie der Nadelstiche. Speziell zu diesem Zweck gebaute Schiffe, die Kreuzer, sollten einzeln oder als kleine Gruppe in den entlegenen Interessensgebieten und Seestraßen des Gegners operieren und Handelsschiffe oder kleine Stützpunkte angreifen. Nach dem Angriff versteckte sich der Kreuzer wieder in den Weiten der Ozeane. Damit sollte der Seehandel materiell oder zumindest psychologisch gestört werden und man zwang den Gegner, als Abwehrmaßnahme große Seestreitkräfte ins Operationsgebiet zu entsenden, was dessen Kräfte verteilte und schwächte.
Der Schiffstyp Kreuzer musste daher über einen großen Einsatzradius verfügen und eine hohe Maximalgeschwindigkeit haben, um sich überlegenen Feindeinheiten entziehen zu können. Hilfskreuzer waren zivile Schiffe, die zu diesem Zweck umgerüstet wurden.

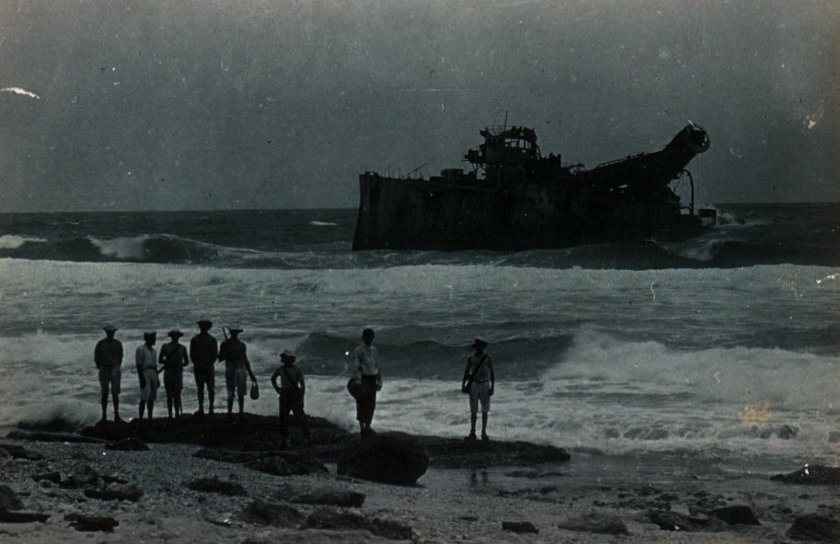
Das Wrack der Emden am Strand der Kokosinseln (1914)

Kreuzerkrieg führte Deutschland im Ersten Weltkrieg bis Kriegsende und setzte dabei sogar große Passagierdampfer wie die Kaiser Wilhelm der Große oder das Segelschiff Seeadler als Hilfskreuzer ein. Die Kreuzer versorgten sich dabei überwiegend aus der Fracht und dem Brennstoffvorrat der gekaperten Handelsschiffe.
Die Frankfurter Zeitung berichtete am 2. Dezember 1914: Der im Indischen Ozean aktive Kleine Kreuzer Emden habe „nach Schätzung einen direkten Materialschaden von 80 Millionen Mark verursacht, während der Schaden durch das Stocken der englischen Schifffahrt und Heraustreiben der Kriegsprämien noch höhere Ziffern ergeben dürfte. Mehr kann von einem Handelszerstörer, der für 6 380 000 Mark in Danzig 1909 gebaut wurde, nicht verlangt werden.“ Nach seiner Versenkung im Indischen Ozean „konnte die Prämie für die Kriegsversicherung der nach Ostindien fahrenden (gegnerischen) Schiffe, wenn die Zeitungsnachrichten zutreffen, auf die Hälfte, nämlich zwei Prozent, ermäßigt werden“, was auf ein Jahr gerechnet acht Prozent des Wertes des Schiffs ausmache.

#### U-Boot-Krieg
Der Handelskrieg mit U-Booten ist eine spezielle Form des Kreuzerkrieges, wobei sich das U-Boot durch Tauchen dem Gegner weitgehend entziehen kann.

#### Kaperei
Kaperkapitäne waren mit einem Kaperbrief ausgestattete Unternehmer; sie führten den (oft nicht offiziell erklärten) Krieg auf eigene Rechnung und mit eigenem Material, d. h. es handelte sich um privat bewaffnete Schiffe, die nicht den offiziellen Seestreitkräften eines Staates angehörten, aber die mit dessen Ermächtigung agierten. Sie waren befugt, Handelsschiffe des Gegners (oder auch Schiffe neutraler Akteure mit Konterbande an Bord) aufzubringen. De facto ist die Kaperei somit eine von einem Staat geförderte Piraterie / Freibeuterei. Als erste in größerem Stil eingesetzte Kaperfahrer werden die Ostindienfahrer der niederländischen Ostindien-Kompanie im frühen 17. Jahrhundert angesehen; ihre Aktivitäten richteten sich vor allem gegen spanische und portugiesische Schiffe. Im Verlauf des 17. Jahrhunderts nahm die Kaperei stark zu. So fügten etwa französische Kaperschiffe, beispielsweise unter dem von Dunkerque aus operierenden Freibeuter Jean Bart, während des pfälzischen Erbfolgekrieges (1688 bis 1697) der englischen Handelsschifffahrt im Ärmelkanal erheblichen Schaden zu, wobei alleine in diesen neun Jahren mehr als 4.000 Schiffe durch Kaperfahrer aufgebracht worden sein sollen. In der Karibik ging sie seit der Unabhängigkeit der lateinamerikanischen Staaten zurück; in Ostasien hielt sie sich wesentlich länger.
In der Pariser Seerechtsdeklaration von 1856 wurde Kaperei völkerrechtlich verboten, was bedeutet, dass sich jedes Schiff, das nicht als Kriegsschiff eines Staates deklariert ist und das Kampfhandlungen gegen die neutrale oder gegnerische Handelsschifffahrt vornimmt, sich der Piraterie schuldig machen würde.

### Minenkrieg
Minenkrieg ist eine indirekte Form der Kriegführung und bedient sich der Seeminen. Minenkrieg ist nur in flachen Küstengewässern und Schelfmeeren möglich. In offensiven Operationen werden im Küstengewässer vor gegnerischen Häfen und Schifffahrtsstraßen Seeminen ausgelegt, anfangs um Schiffe zu versenken, dann nach Entdeckung des Minenfeldes die Schifffahrt zu blockieren und gegnerische Kräfte zum Beseitigen des Minenfeldes zu bewegen. Gegen Seeminen werden verschiedene Arten von Minenabwehrfahrzeugen eingesetzt. Minenfelder dienen auch defensiv zum Schutz eigener Häfen und Stützpunkte. Die Durchquerung des Minenfeldes ist nur durch schmale und geheim gehaltene Fahrstraßen möglich. Sie hindern damit den Gegner vor dem Angriff auf die Stützpunkte. Um der Bedrohung durch gegnerische Minen in diesen Fahrtwegen entgegenzuwirken, sofern diese dem Feind bekannt geworden waren, wurden (neben dem Einsatz von Räumfahrzeugen) auch sogenannte Sperrbrecher eingesetzt. Diese Schiffe, zumeist umgebaute und mit Auftriebskörpern bestückte sowie vergleichsweise stark bewaffnete Frachtschiffe, durchquerten die Minenwege vor dem zu eskortierenden Schiff oder Verband, um gegebenenfalls in den als minenfrei deklarierten Wegen vom Gegner abgelegte Minen zur Detonation zu bringen. 

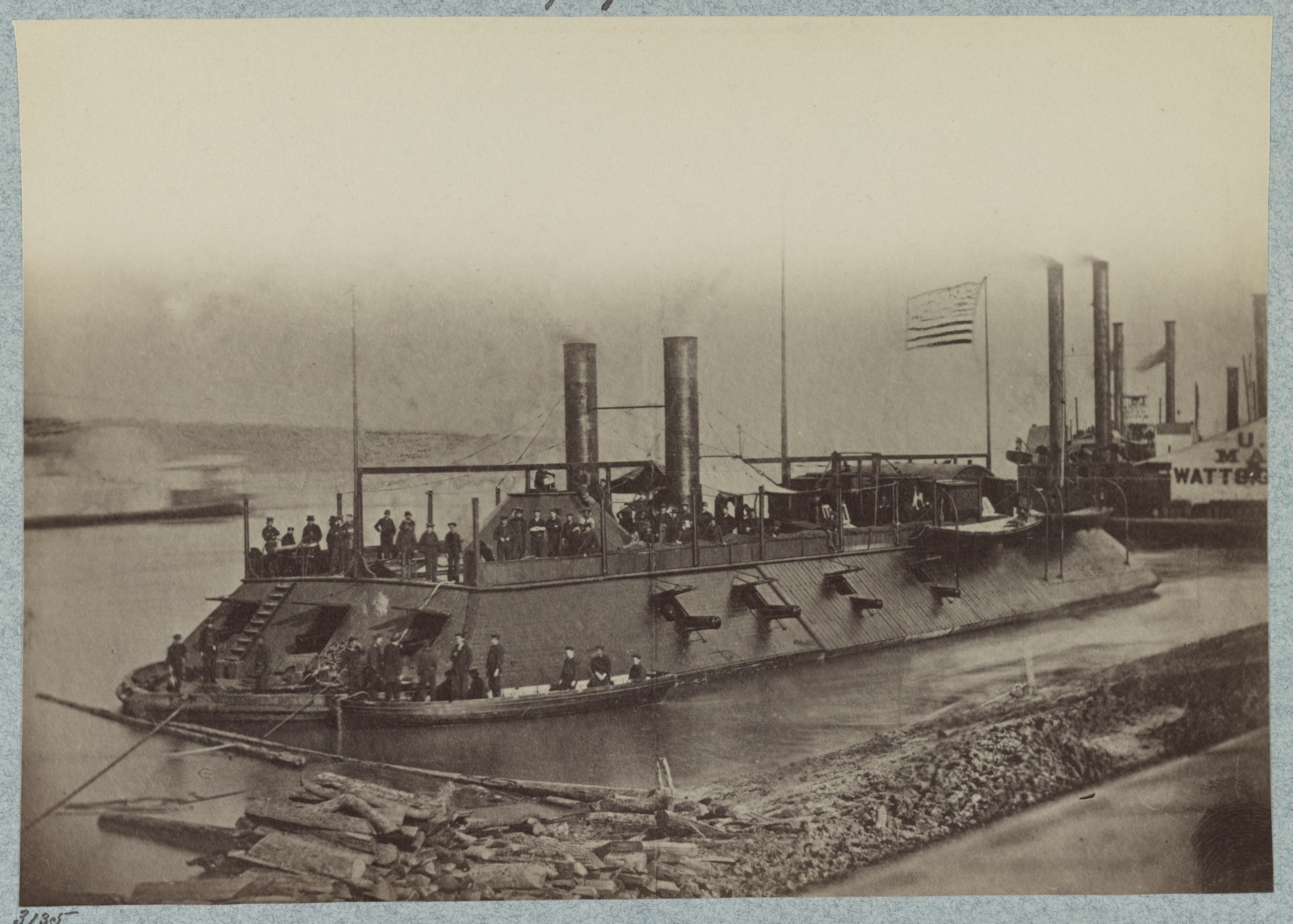
Das gepanzerte Kanonenboot Cairo der Unionstreitkräfte (1862) während des Sezessionskriegs, das erste von einer Mine versenkte Kriegsschiff.

Erste Einsätze von (noch vergleichsweise einfach konstruierten) Seeminen geschahen während des Krimkrieges (1853 bis 1856), im Tripel-Allianz-Krieg (1864 bis 1870) in Südamerika sowie während des Sezessionskriegs (1861 bis 1865) in den Vereinigten Staaten. Hierbei handelte es sich entweder um vom Ufer aus elektrisch ferngezündete Schwarzpulverladungen, die in den seichteren Bereichen der großen Flüsse an Holzpfählen befestigt worden waren, oder um Treibminen, die von den Konfliktparteien ausgesetzt und die Flüsse hinabtreiben gelassen wurden. Diese Art von Minen wurden beispielsweise im Tripel-Allianz-Krieg als eine der größten Bedrohungen für die Flusskriegsschiffe der Verbündeten angesehen. Das erste Kriegsschiff, das nachweislich durch eine Fluss-Seemine verloren ging, war das Panzer-Kanonenboot Cairo der Nordstaaten im Sezessionskrieg am 12. Dezember 1862. 

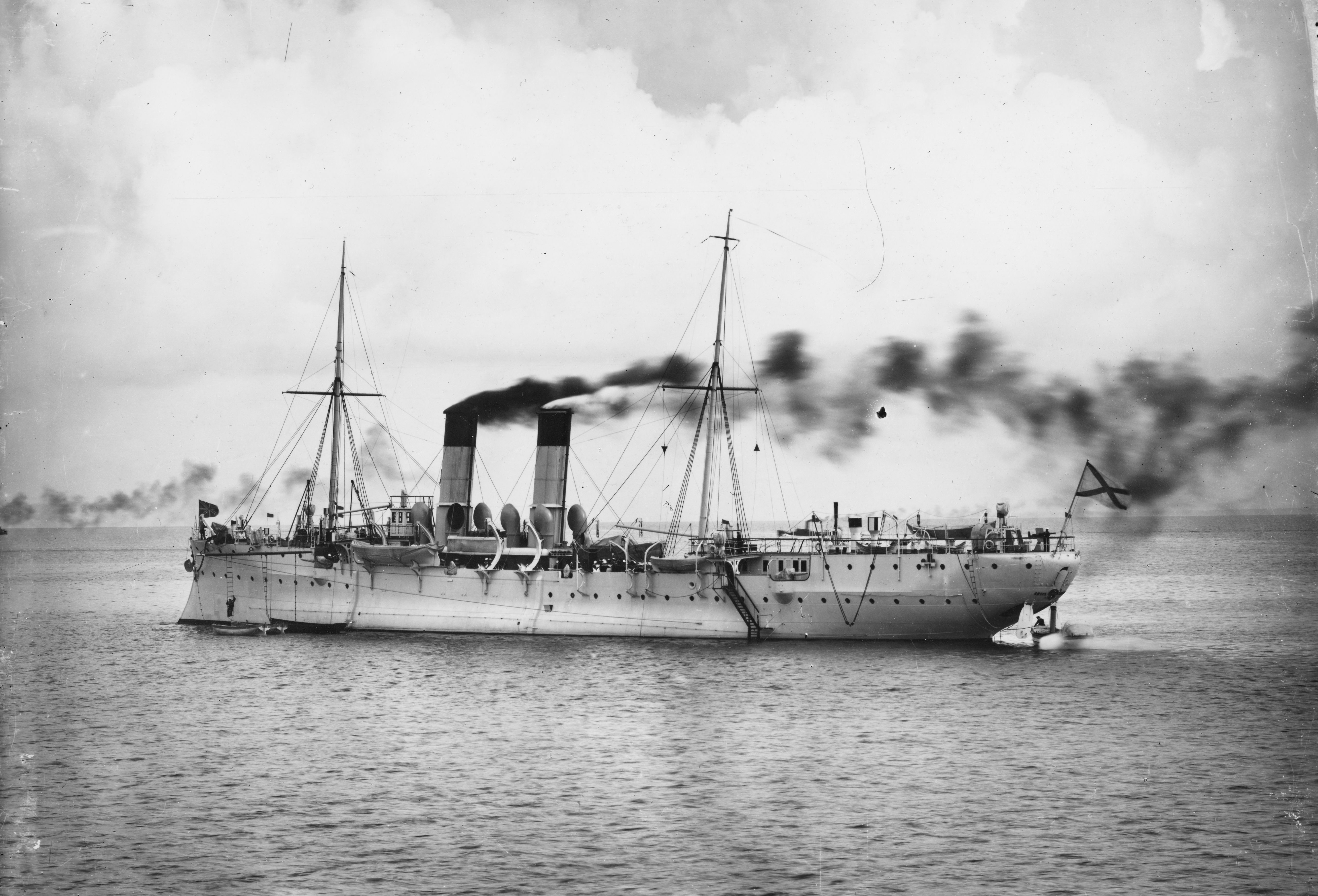
Der 1898 von Stapel gelaufene russische Minenleger Amur.

In den nachfolgenden Jahrzehnten wurde die Seemine beständig weiterentwickelt, so dass sie um 1890 bereits ein beträchtliches Gefährdungspotenzial entwickelt hatten, auch bezüglich des Einsatzes auf dem offenen Meer. Zu einem ersten großflächigen Einsatz dieses Waffentyps kam es während des russisch-japanischen Krieges von 1904/05. Zu diesem Zweck wurden ab etwa den späten 1890er Jahren auch erstmals spezielle Minenlegeschiffe gebaut, etwa die zwei Einheiten der russischen Amur-Klasse. Die Minen wurden dabei im Regelfall auf Minenschienen hintereinander gelagert und dann über das Heck geworfen. Auf den Minen beider Kriegsparteien gingen im russisch-japanischen Krieg denn auch mehrere große Kriegsschiffe verloren, so etwa das russische Linienschiff (und Flaggschiff) Petropawlowsk (im April 1904) sowie das japanische Linienschiff Hatsuse im Mai 1904.

Der Erste Weltkrieg (1914 bis 1918) sah eine massive Zunahme des Minenkrieges durch alle kriegführenden Nationen. Auch wenn genaue Zahlen nicht vorliegen, so wird geschätzt, dass während des Krieges von allen Kriegsparteien etwa 250.000 Seeminen eingesetzt wurden. So verlegten etwa die Royal Navy und die United States Navy ab 1917 die sogenannte Nordsee-Minensperre in der nördlichen Nordsee, wobei alleine hier über 70.000 Minen verlegt wurden, um deutschen U-Booten den Ausbruch aus der Nordsee zu verwehren. Weitere Seegebiete, die im Ersten Weltkrieg teils stark vermint wurden, waren die Deutsche Bucht, der Ärmelkanal sowie die Einfahrten zu den Dardanellen und die Küstenbereiche entlang des südlichen Ausgangs der Adria (im Kontext der sogenannten Otranto-Sperre). Das Deutsche Reich entwarf während des Krieges erstmals spezielle U-Boot-Minenleger (siehe U-Boot-Klasse UC), wobei bis 1918 mehr als 100 von diesen U-Booten gebaut wurden. Der Minenkrieg im Ersten Weltkrieg forderte denn auch von den Flotten von allen Kriegsparteien teils schwere Verluste, auch unter großen Schiffseinheiten. So sank etwa das zum damaligen Zeitpunkt moderne britische Schlachtschiff Audacious 1914 nach nur einem Minentreffer nahe Lough Swilly, im März 1915 gingen an einem Tag drei Einheitslinienschiffe der Entente-Mächte vor den Dardanellen nach Minentreffern verloren (siehe Schlacht von Gallipoli). Auch die Kaiserliche Marine erlitt durch Seeminen beträchtliche Verluste; von insgesamt 178 durch Feindeinwirkung verloren gegangenen U-Booten fielen vermutlich 41 Boote Minentreffern zum Opfer, also etwa 23 Prozent. Der Großteil dieser U-Boot-Verluste durch Seeminen trat ein in den letzten beiden Kriegsjahren. Bei den Minen, die im Ersten Weltkrieg eingesetzt wurden, handelte es sich fast ausschließlich um sogenannte Ankertauminen. 

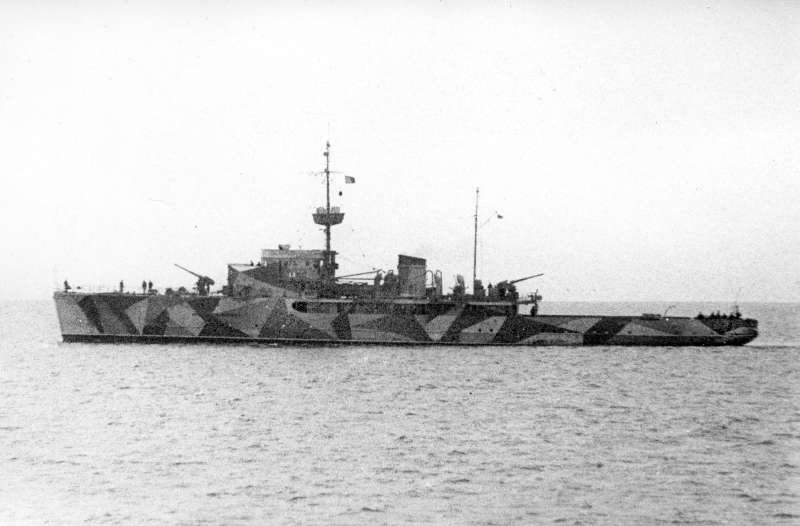
Der Minenleger Amiral Murgescu der rumänischen Marine aus der Zeit des Zweiten Weltkrieges.

Auch während des Zweiten Weltkrieges (1939 bis 1945) kam es zu einem enormen Einsatz von Seeminen durch alle Konfliktparteien; alleine Großbritannien verlegte mehr als 263.000 Seeminen, davon knapp 160.000 Minen im Rahmen von Defensivsperren. Seitens des Deutschen Reiches wurden im Zweiten Weltkrieg rund 223.000 Minen eingesetzt. Im Vergleich zum Ersten Weltkrieg gingen, bedingt durch Verbesserungen vor allem im Bereich des Unterwasserschutzes, die Verluste an großen Kriegsschiffen zwar deutlich zurück (durch Seeminen gingen an größeren Einheiten nur der britische Leichte Kreuzer Neptune sowie das finnische Küstenpanzerschiff Ilmarinen verloren,) jedoch traten unter leichteren Schiffseinheiten (Zerstörergröße und darunter) teils schwere Verluste ein. Deutschland und Finnland verminten ab 1941, nach dem deutschen Angriff auf die Sowjetunion, die Narwa-Bucht sowie den Finnischen Meerbusen in der Ostsee derart umfangreich, dass die Baltische Flotte der Sowjetunion für knapp drei Jahre beinahe vollständig ausgeschaltet war, jedoch gelangen einzelnen U-Booten immer wieder Durchbrüche durch die Minenriegel. Weitere Gebiete, die einen starken Mineneinsatz sahen, lagen z. B. im Mittelmeer, etwa vor Malta, vor Kap Bon oder vor nordafrikanischen Häfen (etwa Tripolis und Bengasi) – wobei sich hier britische Offensiv- und italienisch-deutsche Defensivsperren teils vermischten. Auch vor weiter von Europa entfernt liegenden Häfen musste mit einer Minenbedrohung gerechnet werden, so warfen etwa deutsche Hilfskreuzer Minensperren vor südafrikanischen und australischen Häfen, deutsche U-Boote verlegten 1942 zudem Minen in den Schifffahrtswegen vor der Ostküste der Vereinigten Staaten. 

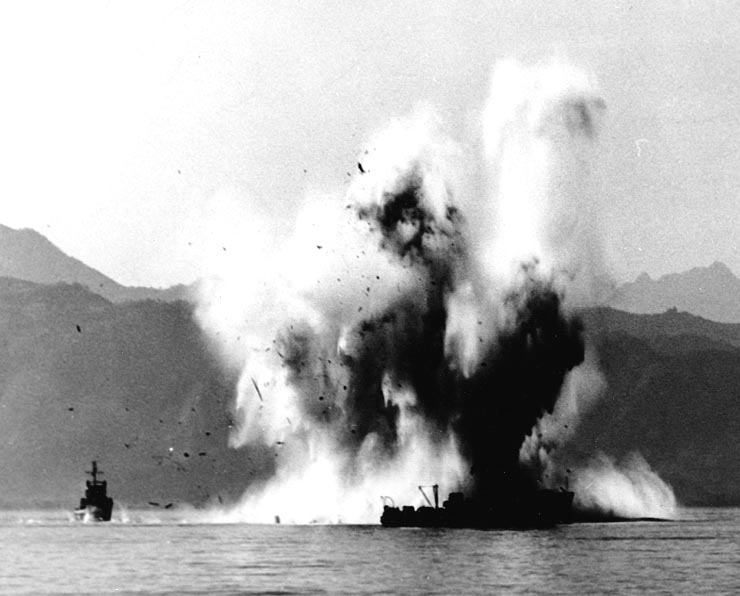
Explosion des südkoreanischen Minensuchers Gongju (ex USS YMS-516) vor Wŏnsan im Oktober 1950, nachdem das Schiff auf eine nordkoreanische Mine gelaufen war.

Im Zweiten Weltkrieg wurden Seeminen verstärkt auch aus der Luft abgeworfen. So warfen deutsche Flugzeuge zwischen Herbst 1939 und März 1940 rund 1.000 Seeminen, darunter zahlreiche Magnetminen, in britischen Küstengewässern ab. Bis April 1940 gingen 129 alliierte Handelsschiffe durch diese Minen verloren. Im späteren Verlauf des Krieges führten die Alliierten noch umfangreichere Minenunternehmen aus der Luft durch. Im Vorfeld der alliierten Landung in der Normandie im Juni 1944 legte die Royal Air Force zwischen April und Anfang Juni 1944 rund 4.000 Minen in französischen Küstengewässern, um die deutschen Schiffsbewegungen zu stören. Auch der Pazifikkrieg sah mit der Operation Starvation einen massiven Einsatz von Seeminen aus der Luft: Die United States Air Force warf hierbei zwischen März und August 1945 mehr als 12.000 Minen in japanischen Küstengewässern ab, was den Schiffsverkehr dort, etwa in der Seto-Inlandsee, fast zum Erliegen brachte. Zudem wurden im Zweiten Weltkrieg vermehrt Minen mit verschiedenen Zündvorrichtungen eingesetzt, so gab es Druck-, Magnet- und Akustikminen, was Räumoperationen dementsprechend stark erschwerte. Aus diesem Grund mussten auch noch lange Zeit nach dem Ende des Zweiten Weltkrieges immer wieder weltweit Minensuchoperationen vorgenommen werden. So wurde etwa die letzte Räumung einer US-Seemine in den Gewässern der japanischen Seto-Inlandsee im Jahr 1971 vermeldet. Und noch im Jahr 2019 beseitigten Minensucheinheiten der deutschen Marine im Zusammenwirken mit den anderen Schiffen der NATO insgesamt 42 Seeminen aus Kriegszeiten im Fehmarnbelt, was zu einem Sterben von Tümmlern geführt haben soll. Trotz all dieser Bemühungen wird geschätzt, dass noch mehrere zehntausend Seeminen aus der Zeit des Zweiten Weltkrieges unentdeckt in den Meeren liegen, so nahm beispielsweise die Regierung Estlands im Jahr 2018 an, dass noch bis zu 50.000 Seeminen entlang der Küsten des Baltikums verstreut sein könnten.
Nach dem Ende des Zweiten Weltkrieges kam es nur noch zu wenigen Minenoperationen. So verlegte etwa Nordkorea während des Koreakriegs (1950 bis 1953) defensive Minensperren zwecks des Hafen- und Küstenschutzes, unter anderem vor Wŏnsan, wobei geschätzt etwa 3.000 Seeminen geworfen wurden. Die Verluste der UN-Streitkräfte durch diese Minen waren zwar gering, doch nötigten sie die alliierten Seestreitkräfte zu umfangreichen Such- und Räumoperationen, was entsprechende Zeitverluste bedeutete. Auch während der sukzessiven Kriege im Nahen Osten kamen in geringem Umfang Seeminen durch staatliche Akteure zum Einsatz, so verlegte etwa Ägypten im Vorfeld des Sechstagekrieges 1967 Minen in der Straße von Tiran, um diese für israelische Handelsschiffe zu sperren. Während des zweiten Golfkrieges im Jahr 1991 verlegte der Irak Ankertauminen des Typs LUGM-145 im Persischen Golf, auf den Minen wurden zwei Schiffe der United States Navy beträchtlich beschädigt, darunter auch das 19.000 Tonnen große amphibische Angriffsschiff Tripoli.
Auch während des russischen Angriffskrieges gegen die Ukraine 2022 wurden Seeminen im Schwarzen Meer beziehungsweise vor ukrainischen Häfen eingesetzt. Die Zahl der ausgelegten Minen gilt als bislang nicht genau gesichert, ferner ist auch der Ursprung der Minen bislang nicht verifiziert, auch wenn seitens russischer NAVTEX-Meldungen von 420 ausgelegten ukrainischen Defensivminen ausgegangen wurde (was aber von Fachkreisen als unrealistisch eingestuft wird). Losgerissene Treibminen indessen wurden im März und April 2022 von Einheiten der türkischen Marine in türkischen Küstengewässern aufgefunden und mussten entsprechend geräumt werden. Dass von den Treibminen im Schwarzen Meer eine beträchtliche Gefahr ausgeht, wurde im September 2022 ersichtlich, als der rumänische Minensucher Dimitrie Nicolescu nordöstlich von Constanța durch einen Minentreffer beschädigt wurde.
Der Minenkrieg ist auch eine der wenigen Möglichkeiten des Guerillakrieges zur See. Im Juli und August 1984 wurden im Roten Meer durch einen getarnten Minenleger Seeminen gelegt, durch die insgesamt 17 Handelsschiffe beschädigt wurden. Die Minen wurden im Rahmen einer internationalen Räumoperation beseitigt, wobei Taucher der Royal Navy eine der Minen als eine sowjetische 720-Kilogramm-Grundmine identifizieren konnten. Anhand der Seriennummer dieser Seemine konnte eruiert werden, dass diese Anfang der 1980er Jahre nach Libyen geliefert worden war. Da unter den ersten beschädigten Schiffen sich auch sowjetische beziehungsweise Ostblock-Handelsschiffe befunden hatten, wird eine Mitwisserschaft der Sowjetunion als unwahrscheinlich angesehen. Vielmehr wird bei dem Vorfall von einem Terrorakt Libyens (damals unter Führung Muammar al-Gaddafis) gegen den internationalen Seeverkehr ausgegangen. Ebenfalls in den 1980er Jahren verminte der Iran Teile des Persischen Golfes, wobei unter anderem der getarnte Minenleger Iran Ajr zum Einsatz kam. Das Schiff wurde schließlich 1987 von der United States Navy im Rahmen der Operation Prime Chance aufgebracht und später versenkt.

## Landungsoperationen

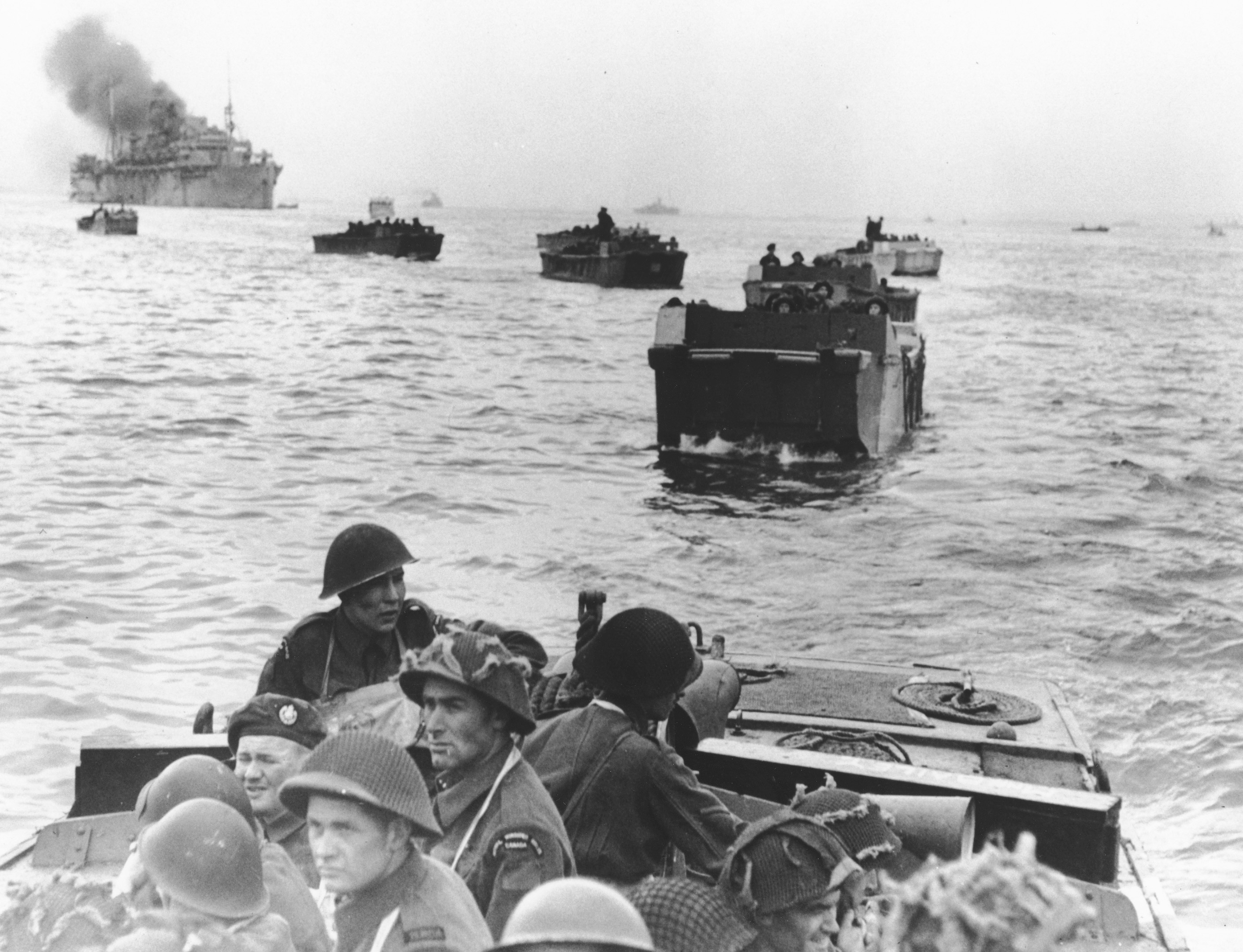
Landung kanadischer Truppen am Juno Beach im Rahmen der Operation Overlord 1944.

Ein Crusader-Panzer verlässt ein britisches Landungsfahrzeug (1942).

Landungsoperationen sind Teil der amphibischen Kriegführung zum Beispiel in Form von Insel-Besetzungen oder militärischen Interventionen. Frühe Formen von Landungsoperationen fanden bereits in der Antike statt, so wurden beispielsweise im zweiten Perserzug (ab 490 v. Chr.) in der Flotte von Datis und Artaphernes (den Feldherren von Dareios I.), im Kontext des Übersetzens des persischen Heeres von Kleinasien nach Attika, spezielle Pferdetransportschiffe mit Bugrampen genutzt, die der Kavallerie das direkte Anlanden ermöglichten; es handelte sich hierbei um eine der ersten, überlieferten amphibischen Operationen der Weltgeschichte. Auch während des zweiten Britannienzuges durch Caesar (54 v. Chr.) kamen Pferdetransporter mit klappbaren Rampen zum Einsatz. Auch die Spätantike sah den Einsatz von speziell für amphibische Vorhaben gebauten Schiffen mit klappbaren Rampen, so wurden z. B. oströmische Truppen unter Belisar während der Restauratio imperii und den daraus resultierenden Kriegen gegen Vandalen und Goten zunächst im Jahr 533 in Africa angelandet und dann 535 von Africa nach Sicilia übergesetzt, wobei insgesamt mehr als 600 Schiffe beteiligt gewesen sein sollen. 

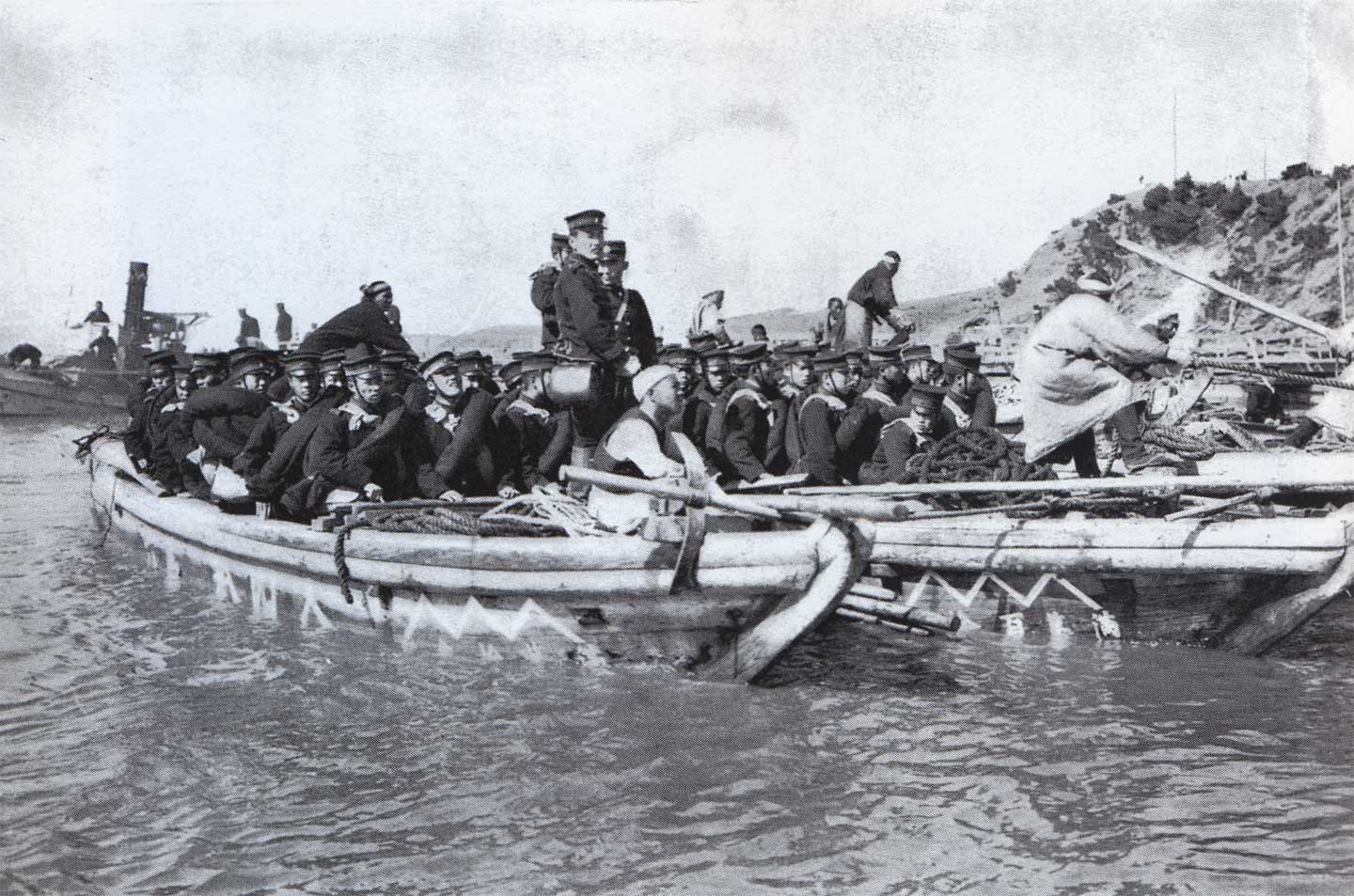
Landungsoperation japanischer Truppen im russisch-japanischen Krieg (1904).

Eines der in Europa bekannteren Landungsunternehmen des Mittelalters ereignete sich 1066 im Kontext der Eroberung Englands durch die Normannen, als Wilhelm der Eroberer mit vermutlich etwa 7.000 Soldaten über den Ärmelkanal setzte und nachfolgend bei Hastings die Angelsachsen unter König Harald II. besiegen konnte; es handelt sich bis heute um die letzte erfolgreiche Landung in England. Im Rahmen des Hundertjährigen Krieges landete 1340 eine englische Flotte von rund 200 Schiffen unter Edward III. in Frankreich (siehe Seeschlacht von Sluis). Die erfolgreiche Invasion bewirkte, dass die Kämpfe während des Krieges fast ausschließlich auf dem Boden Frankreichs ausgetragen wurden. Die größten (versuchten) Landungsunternehmen des Mittelalters fanden in Ostasien statt und dürften die Versuche der Mongolen in der zweiten Hälfte des 13. Jahrhunderts gewesen sein, das Kamakura-Shōgunat in Japan zu unterwerfen. Die Vorhaben scheiterten jedoch im Sturm (siehe Kamikaze (Mongoleneinfall)), wobei mehrere zehntausend Soldaten umgekommen sein sollen. In der frühen Neuzeit kam es im Mittelmeer im Verlauf des 16. Jahrhunderts zu mehreren Landungsunternehmen einerseits durch die Osmanen, die versuchten, die Insel Malta dem Malteserorden zu entreißen, sowie andererseits auch durch die mit den Osmanen in Gegnerschaft stehenden Habsburger, unter anderem während des sogenannten Tunisfeldzuges durch Kaiser Karl V. im Jahr 1535.
Die ersten größeren amphibischen Operationen des 20. Jahrhunderts fanden im russisch-japanischen Krieg statt; so landeten die Japaner im Mai 1904 ihre 2. Armee unter General Oku Yasukata auf der Halbinsel Liaodong, wobei in erster Welle drei Infanteriedivisionen an Land gebracht wurden. Auch während des Ersten Weltkrieges gab es mehrere größere Landungsunternehmen, so beispielsweise während der Schlacht von Gallipoli 1915/16; auch das vom Deutschen Reich durchgeführte Unternehmen Albion von 1917 wäre hier zu erwähnen. Große Landungsoperationen gab es dann später vor allem im Zweiten Weltkrieg. Zu den größten Kämpfen dieser Art gehören die Schlacht um Iwojima, die Landung auf Okinawa 1945 und die Invasion in der Normandie 1944. Im Zusammenhang mit diesen Operationen wurden nicht nur mehrere hunderttausend Soldaten aufgeboten und angelandet, sondern es kamen zudem auch speziell konstruierte Landungsfahrzeuge in großem Umfang zum Einsatz (alleine bei der Landung in der Normandie 1944 waren rund 6.900 Landungsfahrzeuge aller Größenordnungen beteiligt), so beispielsweise Panzerlandungsschiffe (LCT), Fahrzeuglandungs- (LSV) oder Landungsunterstützungsschiffe.
Eine der größten amphibischen Operationen nach dem Zweiten Weltkrieg stellte die Landung der UN-Truppen bei Inchon im Jahre 1950 während des Koreakrieges dar. Insgesamt kamen dabei etwa 70.000 Soldaten und 230 Schiffe zum Einsatz. Die bislang letzten größeren Landungsoperationen geschahen im Zypernkonflikt und während des Falklandkriegs. Eine weitere nennenswerte Landungsunternehmung in jüngerer Zeit war die US-Intervention auf Grenada im Jahr 1983.
Die Marineinfanterie gilt in manchen Staaten als eigene Teilstreitkraft.

## Abschreckung
Allein die Existenz großer Seestreitkräfte in Seegebieten (Präsenzflotte, fleet in being) kann die Strategie des Gegners massiv beeinflussen. Dies wirkt sich auch direkt auf die Taktiken der beteiligten Flotten aus. Während der napoleonischen Kriege versuchte die britische Royal Navy die Gegner möglichst schnell zu versenken und nutzte fast jede Gelegenheit für ein Gefecht. Anders war die Strategie der Franzosen, die ihre Flotte zu schonen versuchten: Nur eine intakte Flotte konnte an der richtigen Stelle den Gegner abschrecken bzw. seine Kräfte binden.
Das deutsche Schlachtschiff Tirpitz war die meiste Zeit von 1941 bis 1944 in den Fjorden Norwegens versteckt, zwang aber die Briten, ständig eine Übermacht an vergleichbar kampfkräftigen Schiffen bereitzuhalten, die die Konvois nach Archangelsk und Murmansk eskortierten bzw. aus der Distanz sicherten.